# Vasilisa Pashchenko
Vasilisa Sergeevna Pashchenko (en ruso: Василиса Сергеевна Пащенко; 1923–19 de abril de 1945) fue una operadora de radio en la Fuerza Aérea Soviética durante la Segunda Guerra Mundial que recibió póstumamente el título de Héroe de la Federación de Rusia en 2021. 

## Biografía
Vasilisa Pashchenko nació en 1923 en la localidad de Millerovo, en el krai del Sudeste en la Unión Soviética (actualmente en el óblast de Rostov en Rusia), en el seno de una familia campesina de origen ruso, en 1942 se alistó en el Ejército Rojo para ayudar en el esfuerzo bélico durante la lucha en curso contra la ocupación alemana de la Unión Soviética. Originalmente asignada al 432.° Batallón de Servicio de Aeródromo, después de graduarse de un cursillo rápido de capacitación para radiooperadores/artilleros en 1944, fue reasignada al 452.° Regimiento de Aviación de Bombarderos de la 218.º División de Aviación de Bombarderos. Allí, entró en combate y en marzo de 1945 recibió la Orden de la Estrella Roja por participar en veinticinco salidas de combate, de las cuales dieciséis fueron sobre Budapest.
El 19 de abril de 1945 el bombardero A-20 en el que volaba como operadora de radio fue alcanzado por un aluvión de fuego antiaéreo mientras se acercaba a la ciudad checa de Brno. El piloto al mando ordenó a la tripulación que se lanzaran en paracaídas, pero solo el navegante pudo hacerlo en tierra controlada por las fuerzas soviéticas. Pashchenko permaneció en el avión mientras el piloto intentaba realizar un aterrizaje de emergencia, pero murió en el accidente. Después de haber sobrevivido milagrosamente al accidente y sin nadie más para luchar, contra las tropas del eje que se acercaban al lugar del accidente, permaneció en la torreta de la ametralladora y abrió fuego contra los soldados que se acercaban, y luego se disparó a sí misma después de quedarse sin municiones.
Inicialmente fue enterrada en el pueblo de Veřovice, no lejos del lugar de su muerte. En 1946 sus restos fueron trasladados al cementerio militar de Orzhekhov, (quince kilómetros al sur de Brno), donde fueron enterrados más de mil soldados soviéticos que murieron en la liberación de Checoslovaquia.

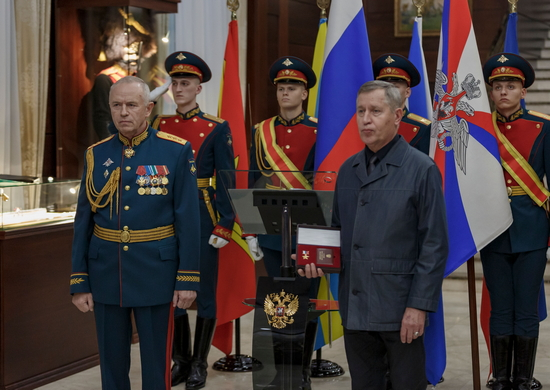
Acto de entrega de la Estrella de Oro de Héroe de la Federación de Rusia al sobrino de la piloto Vasilisa Pashchenk, en una ceremonia en el Ministerio de Defensa de Rusia

El 16 de agosto de 2021 por decreto del Presidente de la Federación de Rusia, la sargento menor Vasilisa Pashchenko recibió (póstumamente) el título de Heroína de la Federación de Rusia por «el coraje y heroísmo demostrado en la lucha contra los invasores fascistas durante la Gran Guerra Patria». El 17 de noviembre de 2021 el Viceministro de Defensa de Rusia, el coronel general Alexander Fomín, en un solemne acto en la Dirección Principal de Cooperación Militar Internacional, entregó la Estrella de Oro de Héroe de la Federación de Rusia a su sobrino Viktor Pashchenko.  «Solo puedo decir que la familia estaba esperando el regreso de Vasilisa, a quien todos llamaban Asya en nuestra casa. Y podemos decir que ha regresado», dijo el sobrino de la piloto en la ceremonia.

## Condecoraciones
- Orden de la Estrella Roja (12 de marzo de 1945)
- Heroína de la Federación de Rusia (16 de agosto de 2021)